# Žák

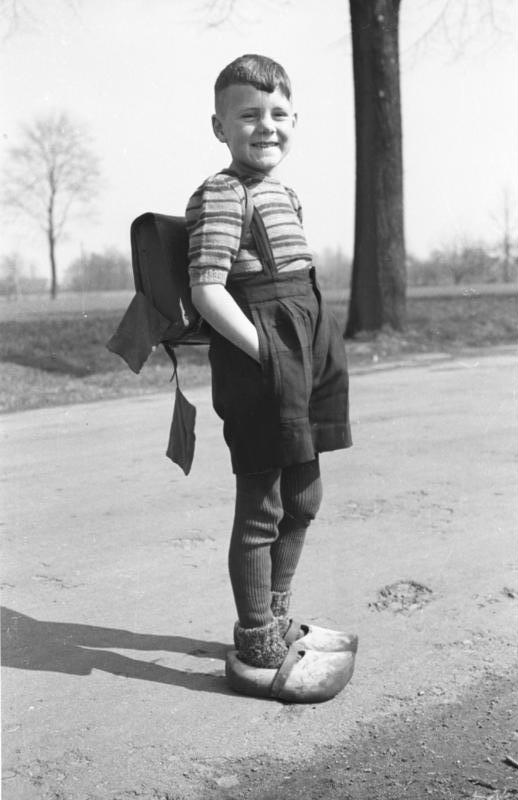
Německý žák v roce 1948

Žák (přechýlená podoba žákyně nebo žačka, hromadně žactvo) je osoba, která se v rámci organizovaného procesu vzdělává v rámci základního (hovorové synonymum školák) nebo středního školství, ačkoli v druhém případě se často neformálně používá i pojem student. Ten, kdo žáka vzdělává, je označován jako učitel. Organizovaný proces může být škola, vzdělávací kurs, školení apod. Slovem žák bývají označovány osoby vzdělávající se na nižších typech škol - typicky základní škola, na vyšších typech škol bývají žáci označováni slovem studující či student - typicky vysoká škola.
Žákem se osoba stává obvykle na delší dobu. Často se toto děje v rámci nějaké vzdělávací instituce – nejčastěji školy. Vzdělávání je organizováno po skupinách, žák je obvykle součástí nějaké třídy nebo studijní skupiny. Případné nošení školních uniforem žáky nemá vliv na jejich chování.
Žák je se svým učitelem v pravidelném kontaktu. Jedná se o dlouhodobý a soustavný proces, během kterého žák od svého učitele získává nové znalosti, jež si soustavně rozšiřuje a upevňuje. Často jsou jednotlivé etapy vzdělávacího procesu zakončeny ověřováním nabytých znalostí. Může to být ústní nebo písemná zkouška, test apod.
Děti navštěvující mateřské školy (od 2 do 6 let věku, v případě odkladu povinné školní docházky do 7 let) se dle legislativy označují jako děti v předškolním vzdělávání, hovorově někdy také předškoláci.

## Žák střední školy
Žák střední školy (neboli středoškolák) nastupuje po ukončení základní školní docházky na střední školu ve věku přibližně 15 až 18 let.

### Adolescenti a škola
Věková skupina, do které se zařazují žáci středních škol, se nazývá pozdní adolescence. V této době se objevují dva důležité sociální mezníky – ukončení povinné školní docházky a volba dalšího profesního směřování.
Po ukončení povinné školní docházky přechází většina dospívajících na střední nebo učňovskou školu a získávají tak roli středoškolského žáka nebo učně. Obě role symbolizují další stupeň primárního sociálního rozlišení, které začalo již na konci základní školní docházky. Adolescent si jejich prostřednictvím uvědomuje i své budoucí společenské zařazení.
Úspěšnost v roli studenta jako prostředku k dosažení lepší profesní role a větší sociální prestiže není jednoznačná. Školní práce u mnohých středoškoláků i učňů je velmi slabá, protože z hlediska jeho budoucího uplatnění či ekonomických výhod jsou známky v dnešní době většinou bezvýznamné.
Na konci tohoto období se objevuje další důležitý mezník - nástup do zaměstnání či volba dalšího studia. Profesně školské zařazení ovlivňuje i rozvoj a obsah individuální identity.
Pro mnohé adolescenty je důležité dosáhnout nějakého vzdělání, ale určitá část učňovské mládeže odmítá nebo rezignuje na další vzdělání, a tím i na dosažení lepší sociální pozice.